# ぼうえんきょう座アルファ星
ぼうえんきょう座α星(ぼうえんきょうざアルファせい、α Tel / α Telescopii)は、ぼうえんきょう座で最も明るい恒星で3等星。
この星は、青白色の準巨星である。ヒッパルコス星表では、内因性の変光星であるかもしれないとされている。